# José Ignacio Wert
José Ignacio Wert Ortega (Madrid, 18 de febrero de 1950) es un político, profesor y diplomático español.
El 22 de diciembre de 2011 fue nombrado ministro de Educación, Cultura y Deporte por el rey a propuesta del presidente del Gobierno de España, Mariano Rajoy, cargo que ostentó hasta el 26 de junio de 2015, cuando fue sucedido por Íñigo Méndez de Vigo.
Además fue diputado por la circunscripción de La Coruña y concejal en el Ayuntamiento de Madrid. De junio de 2015 a junio de 2018 fue Embajador Jefe de la Delegación Permanente de España ante la Organización de Cooperación y Desarrollo Económicos (OCDE).

## Biografía
José Ignacio Wert cursó estudios primarios y secundarios en el colegio Santa María del Pilar de Madrid. Obtuvo la licenciatura en Derecho por la Universidad Complutense de Madrid en 1972, con premio extraordinario y Premio Calvo-Sotelo, y diplomado en Sociología Política por el Instituto de Estudios Políticos. En 1973 ingresó por oposición como titulado superior en Radio Televisión Española, trabajando, primero como técnico y luego como director adjunto en el Gabinete de Investigación de Audiencia.
Está divorciado y tiene dos hijos. De 2006 a 2012 fue pareja de Edurne Uriarte, profesora universitaria y columnista, y en la actualidad lo es de la ex secretaria de Estado de Educación Montserrat Gomendio.
Entre 1974 y 1978 impartió Teoría de la Comunicación en la Facultad de Ciencias de la Información de la Universidad Complutense.
Hasta 1977 militó en Izquierda Democrática. Ese año abandonó la formación para ingresar en la Unión de Centro Democrático, pasando a desempeñar puestos de responsabilidad política en diversos organismos públicos. En 1978 fue nombrado jefe del Servicio de estudios, del cual dependían los gabinetes de Estudios de contenido y el ya citado de Investigación de audiencia. En 1979 fue nombrado subdirector general del Gabinete técnico del Centro de Investigaciones Sociológicas (CIS), órgano que dependía de la Presidencia del Gobierno, siendo el responsable de la ejecución de más de cien estudios de opinión. En 1980, el Senado le eligió vocal del Consejo Asesor de Radiotelevisión Española a propuesta de la UCD.
Entre 1980 y 1983 impartió Sociología Política en la Facultad de Ciencias Económicas de la Universidad Autónoma de Madrid.
Durante la crisis de la UCD, en 1982, Wert pasó a militar en el Partido Demócrata Popular, siendo uno de los integrantes de su Comisión ejecutiva nacional. En las elecciones municipales de 1983, su partido le designó como miembro de la candidatura de Coalición Popular (la coalición formada por Alianza Popular, el PDP y el Partido Liberal) por Madrid, resultando elegido concejal. Permaneció en el consistorio madrileño hasta las generales de 1986, cuando fue elegido diputado por la circunscripción electoral de La Coruña, de nuevo como candidato del PDP en las listas de Coalición Popular.
En 1987 renunció a su escaño, pasando a ocupar diferentes puestos en el sector privado, en especial en empresas de sondeos de opinión (como Demoscopia, empresa que fundó y de la que fue presidente entre 1987 y 2003) y análisis de audiencias (en Sofres, de la que fue presidente entre 1994 y 2003). Compaginó la presidencia de esta firma con la posición de Consejero Delegado de GDM (comercializadora de publicidad del Grupo Prisa), la presidencia de Sofres AMV (Grupo TNSWWP). Desde 1998 ha formado parte de la Asociación Mundial de profesionales de la investigación de mercados (ESOMAR), primero como miembro del consejo, luego como tesorero y posteriormente como vicepresidente.
En 2003 pasó a trabajar para el BBVA, como adjunto al presidente del banco, Francisco González, como Director de relaciones corporativas del Grupo BBVA, desde el 2003 hasta el 2005, presidió la European Foundation for Quality Management (EFQM) Fundación Europea para la Gestión de la Calidad, en representación del BBVA. Tras abandonar el BBVA, pasó a ser presidente de Inspire Consultores.

## Ministro de Educación, Cultura y Deporte
El 22 de diciembre de 2011 fue nombrado ministro de Educación, Cultura y Deporte de España. El 31 de enero de 2012 se da a conocer su proyecto de reforma de la Enseñanza Secundaria según la cual la Educación Secundaria Obligatoria se reduciría en un año, pasando de 4 a 3, y el bachillerato aumentaría uno, pasando de 2 a 3 años. Esto obligará a suprimir el 4.º de la ESO. Los sindicatos no están conformes con la medida al temer un proceso encubierto de privatización. Otros sectores como parte del profesorado se han quejado por el enorme coste operativo que ocasionará y dudan del beneficio que reportará al alumno. Al parecer esta reforma enlazaría con la LOCE aprobada en 2002 cuando el Partido Popular contaba también con mayoría absoluta en el Congreso de los Diputados y el gobierno lo presidía José María Aznar, pero que no llegó a entrar en vigor salvo algunos pequeños detalles, porque el nuevo gobierno socialista de Rodríguez Zapatero paralizó su aplicación (y finalmente aprobó una nueva Ley Orgánica de Educación).
Una de las decisiones que tomó fue volver a subvencionar el “Diccionario biográfico español” de la Real Academia de la Historia (con 193.000 euros) a pesar de la polémica suscitada por algunas de las entradas como la dedicada al general Franco en que su biógrafo Luis Suárez Fernández no lo llama dictador y omite gran parte de la represión franquista. En julio de 2011 el Congreso de los Diputados aprobó una moción por la que se le retiraban los fondos públicos si no corregía los fallos. Un mes antes la Real Academia de la Historia se había visto obligada a crear una comisión para que señalara los posibles errores, pero el 26 de mayo de 2012, según el diario El País, la Academia decidió (sin que se dieran a conocer las conclusiones de la comisión) que no corregiría ninguna biografía, ni habría “biografías alternativas a las ya publicadas” y que sólo habría cambios menores en una adenda final (tampoco se efectuarían correcciones en la versión en línea). Sin embargo, tres días después el ministro Wert aseguró ante el Congreso de los Diputados que 14 entradas se revisarán “en profundidad”, una se suprimirá y 16 serán “ligeramente” modificadas, aunque no concretó cuáles.

### La sustitución de la Educación para la Ciudadanía

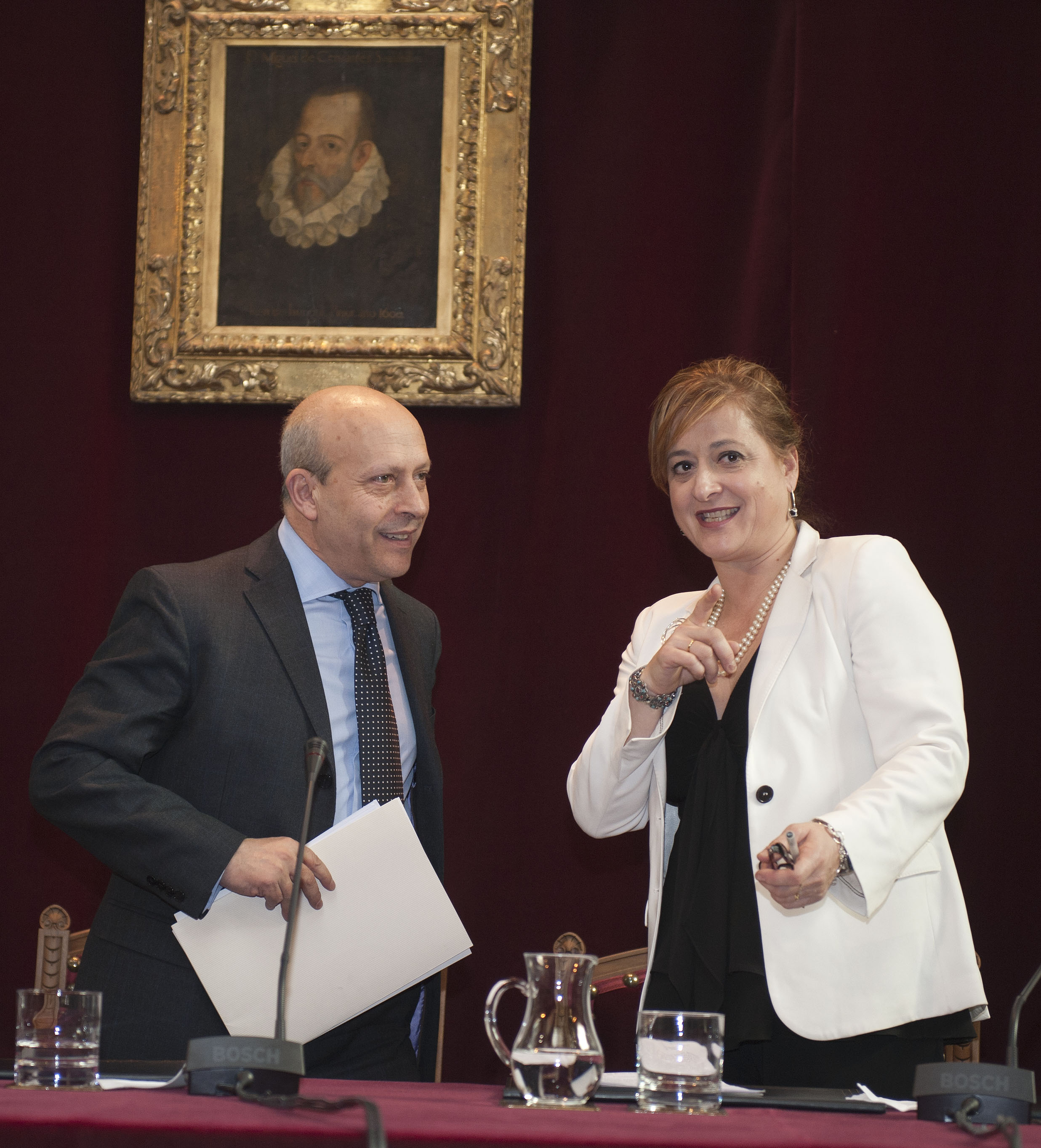
Junto a Aitzpea Goenaga, en 2012.

El 31 de enero de 2012, José Ignacio Wert anunció que la asignatura Educación para la Ciudadanía, que había sido muy contestada por la Iglesia católica y por el propio Partido Popular, sería sustituida por otra, llamada Educación Cívica y Constitucional, que según el ministro estaría «libre de cuestiones controvertidas» y «no será susceptible de adoctrinamiento ideológico». Las asociaciones de padres católicos se mostraron de acuerdo con esta medida. Para defender este cambio el ministro alegó que era una asignatura partidista y sesgada, usando citas del libro “Educación para la Ciudadanía. Democracia, Capitalismo y Estado de Derecho” de Carlos Fernández Liria et al. La polémica surgió cuando saltó a la luz pública que dicho libro no era un libro de texto para estudiantes sino un conocido ensayo sobre (contra) la asignatura.
El diario El País en su edición del sábado 19 de mayo de 2012 adelantó los nuevos contenidos de la asignatura Educación Cívica y Constitucional, que el ministro Wert presentó el jueves 24 de mayo de 2012. El diario destaca que el nuevo temario elude la homofobia o las desigualdades sociales e incluye la denuncia del llamado “nacionalismo excluyente”, además de destacar la iniciativa económica privada “en la generación de riqueza” o el respeto a la propiedad intelectual.

### Los recortes y la huelga general del sector educativo público del 22 de mayo de 2012

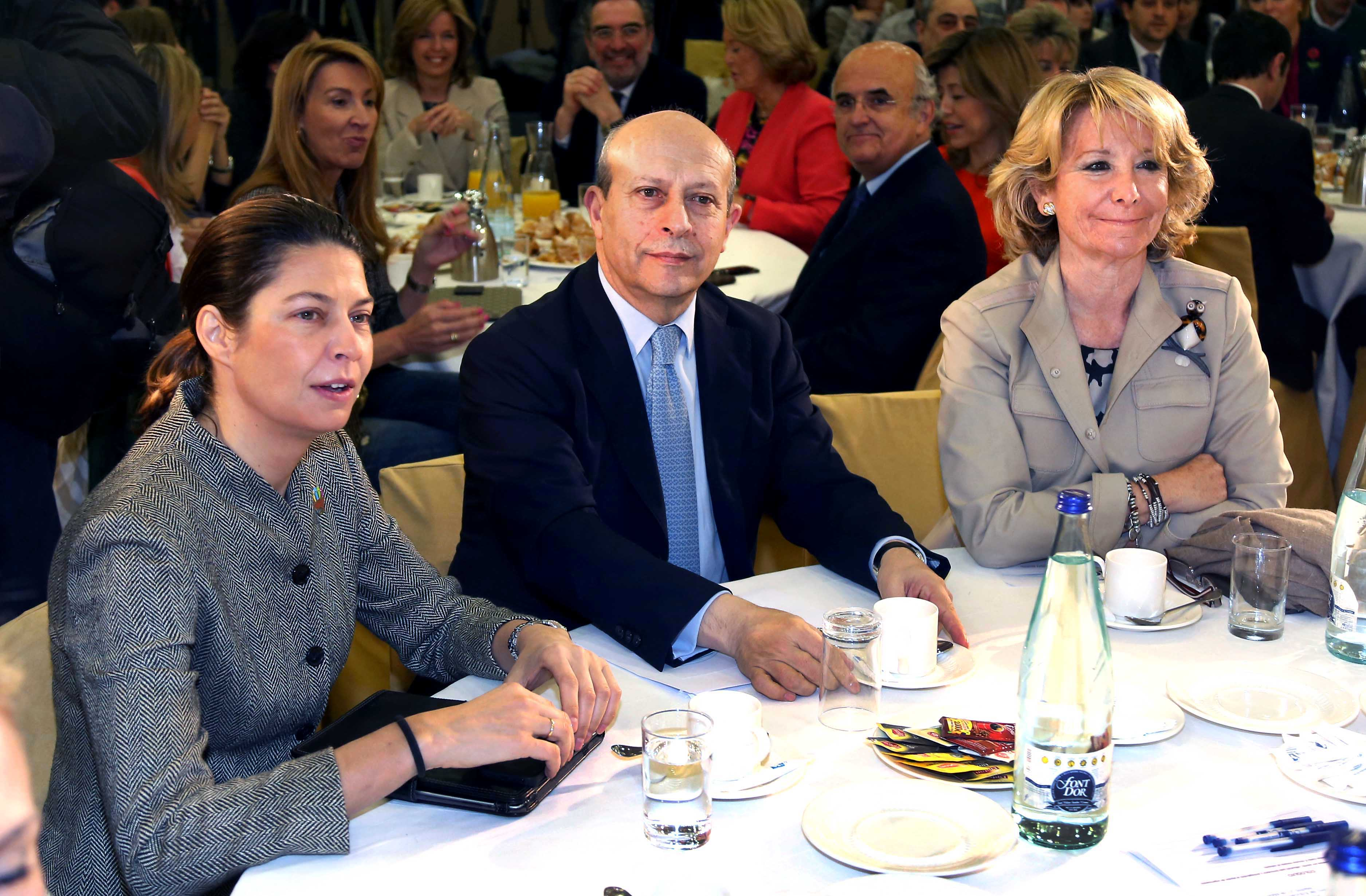
Junto a Lucía Figar y Esperanza Aguirre, en 2013.

El jueves 17 de mayo el Congreso de Diputados ratifica, exclusivamente con el apoyo de los diputados del Partido Popular, el decreto del gobierno de Mariano Rajoy que recorta el gasto público en educación y sanidad en más de 10 000 millones de euros (7 200 millones en sanidad y 3 700 millones en educación), para alcanzar el objetivo de déficit fijado por la Unión Europea. En la sesión parlamentaria interviene el ministro Wert para defender el recorte en educación, afirmando que el gobierno lo hace «con sufrimiento y pesar»; que «esta es la respuesta excepcional del Gobierno a unas circunstancias excepcionales, desafortunadas»; y que «son [recortes] temporales, que no forman parte de nuestro programa de reforma educativa, con lo que [se revisarán] tan pronto como mejore la situación económica». Le responde el portavoz de Educación del PSOE, Mario Bedera afirmando que el decreto «supone la mayor agresión a la educación pública de nuestra historia democrática» y añadiendo a continuación: 
No nos hable de eficacia, de eficiencia y mucho menos de mantener la calidad del sistema educativo cuando en menos de cinco meses ha hecho recortes por un total de 4886 millones de euros (los 3 736 millones de euros contemplados en este real decreto se suman a los 487 millones del acuerdo de no disponibilidad del 30 de diciembre y a los 663 millones de recorte en los presupuestos para 2012). Está usted recortando una media de 1 000 millones por mes.
 Después aseguró que el aumento de la ratio de alumnos por aula hasta un 20 % y el aumento de horas lectivas (en Educación Secundaria se pasa de 18 a 20 horas) va a provocar el despido masivo del profesorado: unos 40 000 interinos pueden quedarse sin trabajo el curso que viene. La oposición y algunos medios consideraron el recorte social aprobado como el mayor de la historia de la democracia.

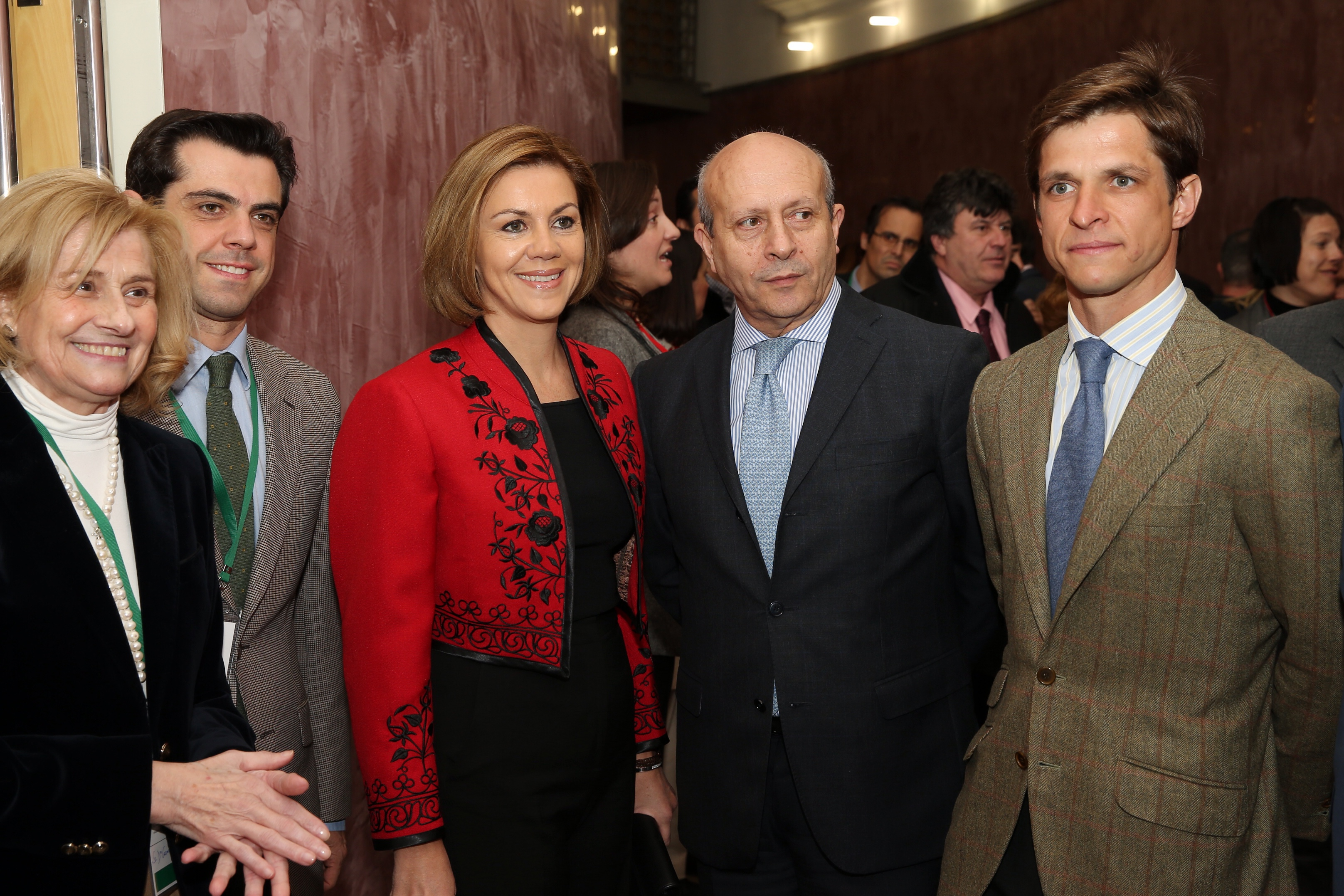
Junto a María Dolores de Cospedal y El Juli, en 2015.

El martes 22 de mayo de 2012 tiene lugar una huelga general de todos los niveles educativos públicos, desde infantil hasta la Universidad, y en prácticamente todas las comunidades autónomas (lo que constituye la primera huelga unitaria de la enseñanza pública en la historia de la democracia). Los convocantes son los sindicatos de profesores y las organizaciones estudiantiles como protesta por las últimas decisiones del ministerio de Educación que, según ellos, ponen en riesgo el futuro de la educación pública. El objetivo de las medidas, según el ministro Wert, es reducir el gasto educativo para alcanzar los objetivos de déficit público impuestos por la Unión Europea. Las más destacadas de estas medidas son el aumento de la ratio de alumnos por aula de hasta un 20 % (lo que supondrá pasar de 25 a 30 alumnos en enseñanza primaria, de 30 a 36 en ESO, y de 35 a 42 en bachillerato); el aumento del número de horas lectivas del profesorado (que se suma al recorte de sus salarios decretado por la mayoría de las comunidades autónomas); la no cobertura de las bajas de profesores de una duración inferior a los 15 días; el aumento de las tasas universitarias; la introducción de tasas de hasta 350 euros en la Formación Profesional de Grado Superior, etc. Al día siguiente, los rectores de las universidades públicas no asistieron a la reunión del Consejo de Universidades que había convocado el ministro Wert en señal de protesta por no figurar en el orden del día el debate sobre la subida de las tasas universitarias y las medidas de recorte del gasto educativo que más afectan a la Universidad.

### Salida del ministerio
El 24 de junio de 2015, se anunció su cese que es comunicado en el Boletín Oficial del Estado al día siguiente, a petición propia, siendo posteriormente nombrado embajador ante la OCDE en París, donde residía su esposa. Le sucedió en el cargo Íñigo Méndez de Vigo, hasta el momento Secretario de Estado para la Unión Europea, quien jura el cargo 2 días después, el 26 de junio de 2015. Fue cesado como embajador ante la OCDE en junio de 2018, siendo nombrado en su lugar Manuel Escudero.
Habla, además de español y catalán, francés, italiano, portugués y alemán.

## Distinciones y condecoraciones
- Gran Cruz de la Orden de Carlos III (2021)[32]